# Deux Flics à Miami
Cet article possède un paronyme, voir Les Super-flics de Miami.
Production
Diffusion
Deux Flics à Miami (Miami Vice) est une série télévisée américaine en 108 épisodes de 52 minutes et trois épisodes de 90 minutes, créée par Anthony Yerkovich, produite par Michael Mann, et diffusée entre le 16 septembre 1984 et le 21 mai 1989 sur le réseau NBC. Quatre « épisodes perdus » de la cinquième et dernière saison non diffusées à l'origine dans le cadre de la diffusion originale de la série furent mis à l'antenne après l'arrêt de la série entre le 14 et le 28 juin 1989 sur NBC pour trois d'entre eux, tandis que le quatrième, en raison de son sujet délicat, fut diffusé sur USA Network le 25 janvier 1990. Elle met en scène les comédiens Don Johnson et Philip Michael Thomas dans la peau de deux inspecteurs, Sonny Crockett et Ricardo Tubbs, du MDPD.
Au Québec, elle a été diffusée sous le titre Miami à partir du 5 septembre 1986 sur le réseau TVA. En France, à partir du 19 septembre 1986 sur Antenne 2 en prime time. À compter du 31 décembre 1989, La Cinq rediffuse la série et programme dans la foulée les inédits jusqu'au 10 novembre 1990. Rediffusion intégrale aussi toujours La Cinq jusqu'au 10 avril 1992 puis à partir du 9 juillet 1993 sur M6. En Belgique francophone, c'est la RTBF de fin 1984 à 1988 puis RTL-TVI dès 1988 au Luxembourg et en Lorraine sur RTL Télévision puis RTL TV de 1985 à 1993 qui diffuse la série sur le nom de Miami Vice.
Avec comme cahier des charges une série « MTV cops », Deux Flics à Miami se différencie des autres séries policières par une mise en scène faisant constamment référence à la culture new wave et à la musique des années 1980, permettant d'approcher toute une génération MTV dans l'auditoire de la série.
Le scénario joue sur le contraste entre les deux collègues, tant au niveau du caractère que du physique (Crockett est blanc, Tubbs noir). La plupart des affaires qu'ils ont à traiter sont liées, comme le titre de la série l'indique (Miami Vice, « brigade des mœurs de Miami » en français), au trafic de drogue international en provenance d'Amérique latine et à la prostitution. Les enquêtes se concluent couramment par des échanges de tirs d'armes à feu et les criminels sont souvent tués avant de pouvoir être interpellés.
Certains grands musiciens rock et jazz ont eu un rôle dans un épisode durant la série, Leonard Cohen, James Brown, Phil Collins, Miles Davis ou encore Glenn Frey, Gene Simmons, Frank Zappa entre autres ont vu leurs noms s'ajouter à une longue liste d'artistes renommés étant intervenus dans la série.
Producteur de la série, Michael Mann a réalisé l’adaptation cinématographique, sortie en 2006.  Colin Farrell et Jamie Foxx y reprennent les rôles de Crockett et Tubbs.

## Synopsis
James « Sonny » Crockett et Ricardo Tubbs sont deux inspecteurs du département du crime organisé (OCB) de la police de Miami (Miami-Dade Police Department). Ils agissent le plus souvent en civil et sous couverture, utilisant de fausses identités dans le cadre de leurs enquêtes. Crockett est un ancien footballeur américain ayant mis fin à sa carrière à la suite d'une blessure et vétéran de la guerre du Viêt Nam. Tubbs a quant à lui quitté New York pour Miami, à la recherche de l'assassin de son frère. Il s'engage ensuite au Metro-Dade et devient le partenaire attitré de Crockett.
Ils sont sous les ordres du lieutenant Martin Castillo, ancien agent de la Drug Enforcement Administration au Viêt Nam, un homme taciturne et vivant reclus. Ils peuvent également compter sur leurs collègues Gina, Trudy, Switek et Zito.

## Distribution

### Acteurs principaux
- Don Johnson (VF : Patrick Poivey) : inspecteur James « Sonny » Crockett
- Philip Michael Thomas (VF : Sady Rebbot) : inspecteur Ricardo « Rico » Tubbs
- Edward James Olmos (VF : Serge Lhorca) : lieutenant Martin « Marty » Castillo
- Saundra Santiago (VF : Catherine Hubeau) : inspecteur Gina Navarro Calabrese
- Olivia Brown (VF : Denise Metmer) : inspecteur Trudy Joplin
- Michael Talbott (VF : Francis Lax) : inspecteur Stanley « Stan » Switek
- John Diehl (VF : Edgar Givry) : inspecteur Lawrence « Larry » Zito (saisons 1 à 3)
- Gregory Sierra (VF : Gérard Hernandez) : lieutenant Lou Rodriguez (première saison - épisodes 1 à 5)

### Acteurs récurrents
- Charlie Barnett (VF : Greg Germain) : Nugart Neville « Noogie » Lamont (saisons 1 à 3)
- Belinda Montgomery : Caroline Crockett / Ballard (saison 1)
- Martin Ferrero : Isidore « Izzy » Moreno
- Pam Grier : Valerie Gordon (saisons 1 et 5)
- Sheena Easton : Caitlin Davies-Crockett (saison 4)

### Invités
De nombreux autres acteurs, musiciens, sportifs et célébrités ont figuré au casting de la série, parfois comme guest-stars.
- Miguel Piñero, saison 1, épisode 1
- Bill Smitrovich, saison 1, épisodes 1 et 2 : lieutenant de la DEA Scott Wheeler
- Mykelti Williamson, saison 1, épisode 1 : Leon Muhammad Jefferson
- Ed O'Neill, saison 1, épisode 2 : Arthur Lawson et Artie Rollins
- Sam McMurray, saison 1, épisode 6 : Jimbo Walters
- Dennis Farina, saison 1, épisodes 7 et 23 : Albert Lombard
- Bruce Willis, saison 1, épisode 8 : Tony Amato
- Michael Madsen, saison 1, épisode 11 : Sally Alvarado
- Burt Young, saison 1, épisode 11 : Lupo Ramirez
- Glenn Frey, saison 1, épisodes 15
- Jaime Sánchez, saison 1, épisode 15 : Grocero
- Pam Grier, saison 1, épisode 16 / saison 2, épisode 1 : Valerie Gordon
- John Turturro, saison 1, épisode 16 : David Traynor
- Joe Morton, saison 1, épisode 18 : lieutenant Jack Davis
- Jack Kehoe, saison 1, épisode 20 : lieutenant John Malone
- Esai Morales, saison 1, épisode 20 : Pete Romano
- Luis Guzmán, saison 2, épisode 1 : Miguel
- Gene Simmons, saison 2, épisode 1
- Eartha Kitt, saison 2, épisode 2
- Bruce McGill, saison 2, épisode 3 : Hanwk Weldon
- Little Richard, saison 2, épisode 3
- Cleavant Derricks, saison 2, épisode 4 : David
- David Proval, saison 2, épisode 4 : lieutenant Gallot
- Miles Davis, saison 2, épisode 6 : Ivory Jones
- Dean Stockwell, saison 2, épisode 8 : Jack Redsky
- Joaquim de Almeida, saison 2, épisode 10 : Nico Arroyo
- Iman, saison 2, épisode 11
- Phil Collins, saison 2, épisode 12 : Phil Meyou
- Arielle Dombasle, saison 2, épisode 13 : Callie Basset
- Ted Nugent, saison 2, épisode 13 : Charlie
- John Heard, saison 2, épisode 15 : Larry Durmond
- Leonard Cohen, saison 2, épisode 19 : Zolan
- Lisa Eichhorn, saison 2, épisode 19 : capitaine Danielle Hayer
- Danny Sullivan, saison 2, épisode 19 (VF : Jean Lescot)
- Frank Zappa, saison 2, épisode 20 : Mario Founté
- John Leguizamo, saison 2, épisode 23 et saison 3, épisode 17 : Orlando Calderone / saison 5, épisode 16 : Angelo Alvarez
- Paul Gleason, saison 3, épisode 1 : Bunny Berrigan
- Liam Neeson, saison 3, épisode 1 : Sean Caroon
- Helena Bonham Carter, saison 3, épisodes 5 et 6 : Theresa Lyons
- Laurence Fishburne, saison 3, épisode 4 : un gardien de prison
- Ron Perlman, saison 3, épisode 4 : John Rigard
- Steve Buscemi, saison 3, épisode 7 : Rickels
- Willie Nelson, saison 3, épisode 7 : Jack Pirsen « le Vieux »
- Stanley Tucci, Saison 3, épisode 9 : Steven Demarco / saison 4, épisodes 1 et 19 : Frank Mosca
- Wesley Snipes (V.F : Med Hondo), saison 3, épisode 10 : Silk
- Don King, saison 3, épisodes 12 et 13 : M. King
- Viggo Mortensen, saison 3, épisode 19 : Eddie Trumbull
- Melanie Griffith, saison 3, épisode 20 : Christine Von Marburg
- George Takei, saison 3, épisode 20
- Ian McShane, saison 3, épisode 21 : Esteban Montoya
- Benicio del Toro, saison 3, épisode 23 : Pito
- Sheena Easton, saison 4 : Caitlin Davies deuxième épouse du détective Crockett
- Jo Anderson, saison 4, épisode 2
- Brian Dennehy, saison 4, épisode 2
- Ben Stiller, saison 4, épisode 2 : Eddie Fletcher
- James Tolkan, saison 4, épisode 2
- Paul Guilfoyle, saison 4, épisode 3 : Milton Glantz / saison 5, épisode 16 : John Baker
- Ving Rhames, saison 4, épisode 5
- James Brown, saison 4, épisode 7 : Lou DeLong
- Chris Rock, saison 4, épisode 7 : Carlton
- Cary-Hiroyuki Tagawa, saison 4, épisode 9 / saison 5, épisode 7 : Kenji Fujitsu / Tegoro
- Chris Cooper, saison 4, épisode 22 : Jimmy Yagovitch
- Antonio Fargas, saison 4, épisode 22 : Alejandro Gutierrez
- Julia Roberts, saison 4, épisode 22 : Polly Wheeler
- Alfred Molina, saison 5, épisode 4
- Amanda Plummer, saison 5, épisode 9 : Lisa Madsen
- Miguel Ferrer, saison 5, épisode 10 : Ramon Pendroza
- Michael Chiklis, saison 5, épisode 14 : Jeffrey Whitehead

## Intrigue

### Personnages

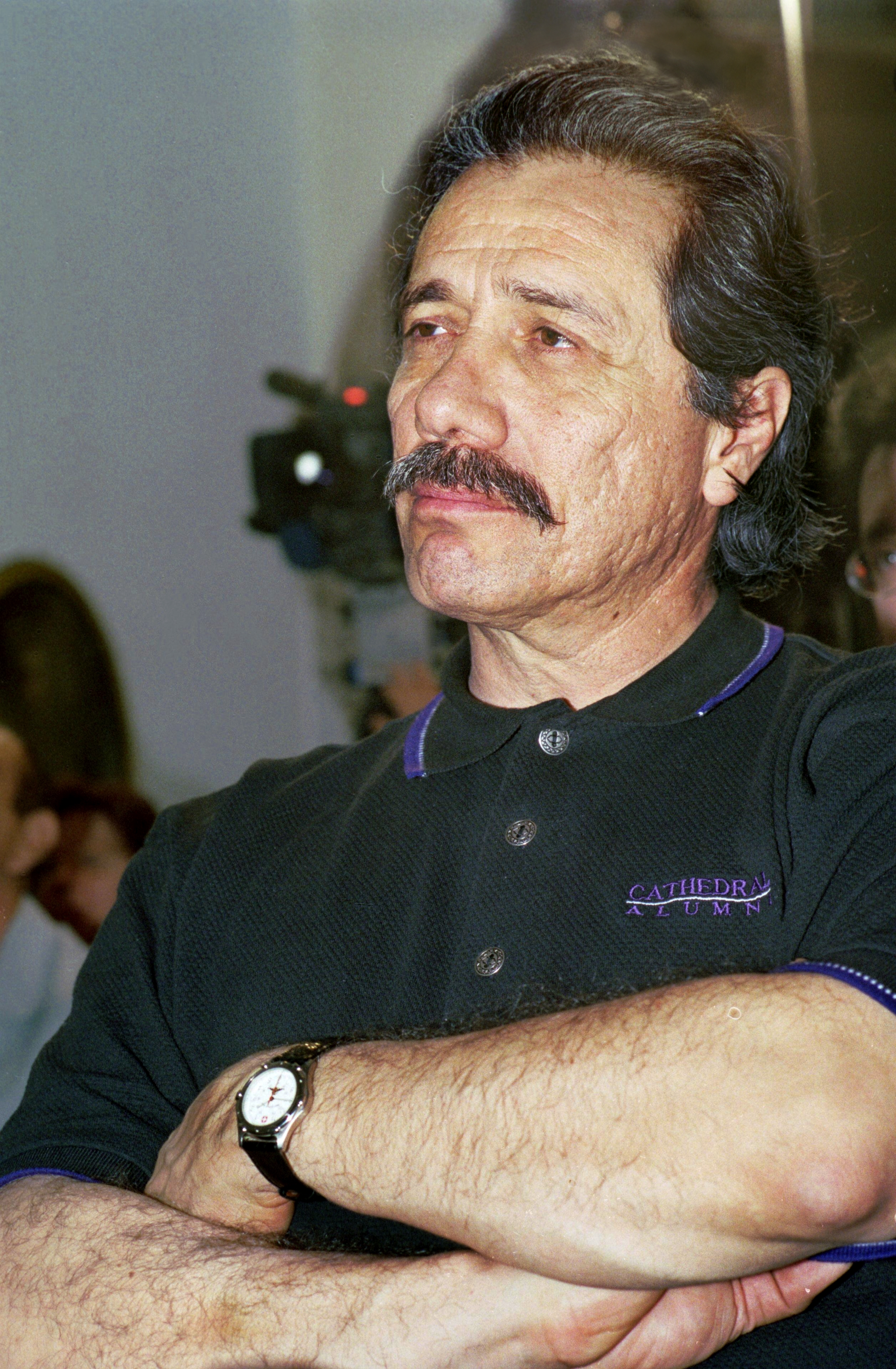
Edward James Olmos qui incarnait le lieutenant Castillo.

- Inspecteur James « Sonny » Crockett (Don Johnson) : ancienne star de football américain dans l'équipe des Florida Gators de l'Université de Floride à Gainesville, il doit mettre fin à sa carrière à la suite d'une blessure et est envoyé sur le front vietnamien par deux fois[6]. De retour en Floride, il entre dans la Metro-Dade Police Department où il devient finalement un inspecteur du département du crime organisé (OCB). Impulsif, fidèle à ses convictions et parfois incontrôlable[8], il agit le plus souvent en civil et sous couverture, utilisant une fausse identité sous le pseudonyme de « Sonny Burnett »[9]. Vivant sur un voilier, en compagnie d'un alligator qu'il appelle Elvis, il conduit une luxueuse Ferrari Daytona, puis une Testarossa et possède également un off-shore ; marié à Caroline dont il est séparé et avec laquelle il a un fils, Billy[8], Crockett est un séducteur et se laisse souvent emporter par les femmes[10].
- L'inspecteur Ricardo « Rico » Tubbs (Philip Michael Thomas) est un ancien agent de la police de New York. Après le meurtre de son frère, il part pour Miami, l'esprit vengeur, espérant retrouver Calderone, l'assassin de celui-ci. Il s'engage au Metro-Dade où il devient le partenaire permanent de Crockett[6]. Plus calme et moins impulsif, Tubbs est le cerveau de l'équipe et celui qui sait le mieux maîtriser les impulsions de son partenaire ; élégant et optimiste, une voix calme et posée, Tubbs plait beaucoup aux femmes[11].
- Le lieutenant Martin Castillo (Edward James Olmos), ancien agent de la Drug Enforcement Administration au Viêt Nam, prend le commandement de l'OCB après l'assassinat de son prédécesseur Lou Rodriguez. C'est un homme taciturne et vivant à l'écart de la société en dehors de son travail[7].
- L'inspecteur Gina Navarro Calabrese (Saundra Santiago) est une des femmes policières du commissariat. Après le divorce de Sonny Crockett, Gina vit une courte aventure avec lui avant de se séparer[12]. Il restera malgré tout une forte amitié entre les deux.
- L'inspecteur Trudy Joplin (Olivia Brown) est la partenaire de Gina. Bien qu'elle soit solide, elle ne parvient parfois pas à assumer ses actes en tant que policière, notamment lorsqu'elle est appelée à tuer des criminels.
- L'inspecteur Lawrence « Larry » Zito (John Diehl), l'un des coéquipiers de Tubbs et Crockett, est d'origine italo-irlandaise ; plus jeune, alors qu'il vit sur Staten Island, tous les samedis, il se rend à New York pour passer du temps avec son oncle policier à la NYPD. La mort de son frère par overdose l'amènera à s'engager dans la brigade des mœurs ; il sera tué en service par un dealer de drogues lors de la troisième saison[13].
- L'inspecteur Stanley « Stan » Switek (Michael Talbott) est un agent de police, ami proche de Larry. Bien qu'il soit un bon policier, il finira par tomber dans l'addiction aux jeux d'argent.

## Épisodes
Deux Flics à Miami s'étend sur cinq saisons, de 1984 à 1989, chacune comprenant entre 21 et 24 épisodes. Le nombre total d'épisodes est différent entre la version originale et la version française. Aux États-Unis, la série est diffusée en cent-onze épisodes, dont cent-huit de 49 minutes et trois de 90 minutes : Brother's Keeper, le pilote, The Prodigal Son en ouverture de la saison 2 et Freefall, l'épisode ultime chronologiquement. En France, il est décidé lors de la première diffusion de n'avoir qu'un standard unique d'une durée de 45 minutes ; à cet effet, deux des épisodes de 90 minutes – Brother's Keeper et The Prodigal Son – sont divisés en deux parties, portant le total à cent-treize. Étant diffusé des années plus tard, et plus par la même chaîne, Freefall échappe à cette découpe.

### Enquêtes
Les enquêtes menées par Crockett et Tubbs sont souvent inspirées des crimes qui se déroulaient réellement à Miami à l'époque.
Michael Mann est connu pour sa recherche de réalisme dans beaucoup de ses œuvres. Un policier de Miami, le sergent Bob Hoelscher, a été le conseiller technique tout au long de la série pour obtenir le plus grand réalisme. Il a montré entre autres comment coordonner tactique policière, armes et procédures légales. Certains vrais policiers en vacances interviennent comme figurants.

## Production

### Genèse du projet

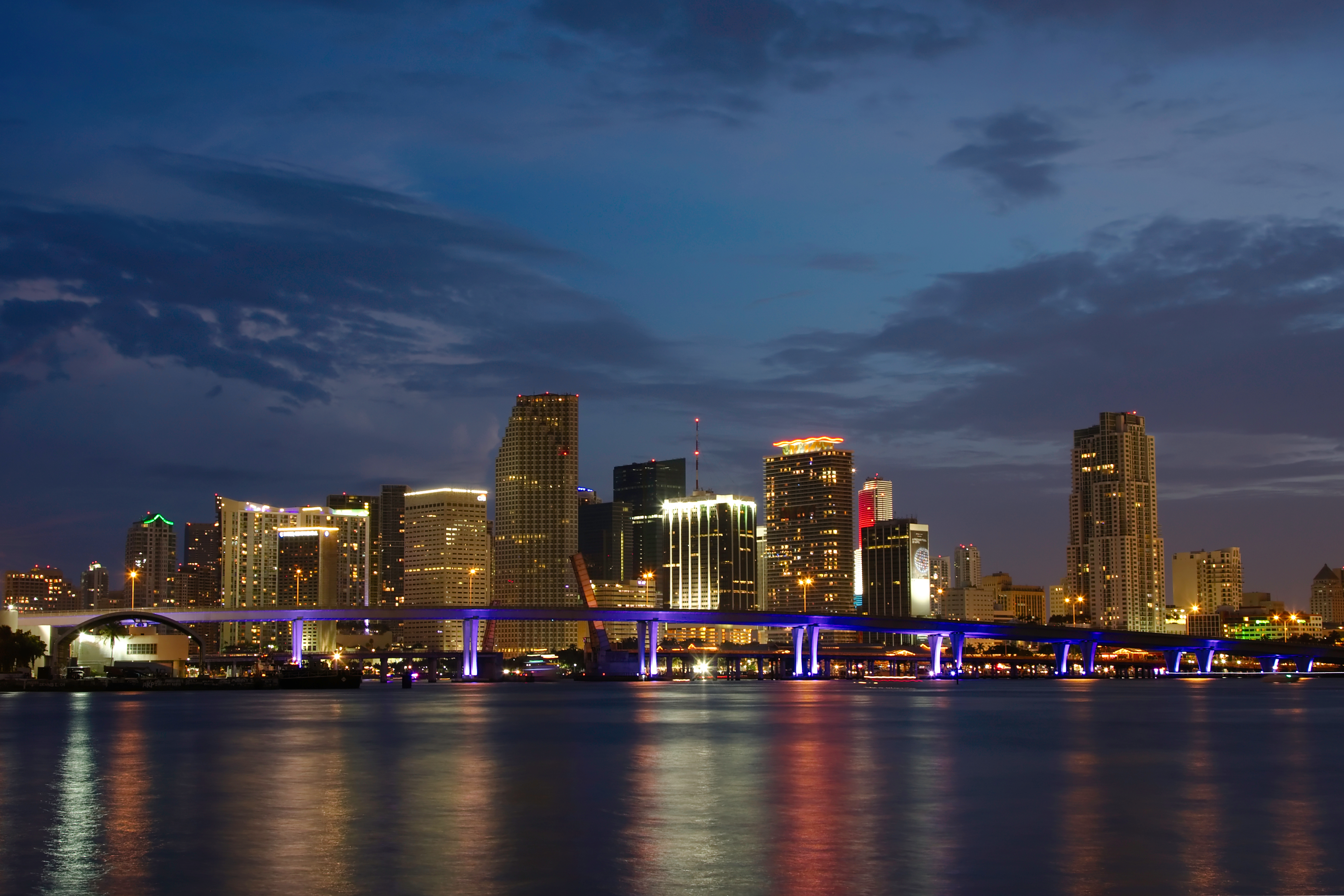
Downtown Miami, lieu de l'action de la série.

Le projet de la série aurait, selon la légende, vu le jour au début des années 1980 quand le chef des divertissements de la chaîne NBC, Brandon Tartikoff, aurait, à la suite d'un brainstorming, résumé sur un mémo le concept en deux mots : « MTV cops », en référence à la nouvelle chaîne musicale MTV ; Tartikoff aurait présenté cette note à Anthony Yerkovich, déjà producteur et scénariste de la série Capitaine Furillo couronnée de plusieurs Emmy Awards, pour le charger de donner vie à son projet. Au départ écrit pour être un film, c'est finalement un pilote de deux heures d'une série télévisée qui voit le jour ; Yerkovich s'inspire du Miami de l'époque, de ses immigrés cubains et latino-américains et surtout du trafic de drogues à grande échelle,. D'abord intitulé Gold Coast, ce premier épisode sera finalement rebaptisé Miami Vice. Yerkovich est alors envoyé à Miami, dans le sud de la Floride, où il s'inspire des couleurs saturées locales pour écrire cette série policière d'un nouveau genre ; le producteur exécutif Michael Mann rejoint l'équipe,.
Deux Flics à Miami, première série à être diffusée en son stéréophonique, rencontre un réel succès critique dès sa première diffusion avec quinze nominations en septembre 1985 aux Emmy Awards, un record pour l'époque. Le même mois, un an après la première diffusion de Deux Flics à Miami, deux nouvelles séries mettant en scène un duo de justiciers et s'inspirant de la fiction de NBC voient le jour : The Insiders et Hollywood Beat. Leur succès sera cependant très limité.

### Attribution des rôles
Les comédiens Nick Nolte et Jeff Bridges ont d'abord été envisagés pour tenir le rôle de Sonny Crockett, mais les personnalités du cinéma passaient à l'époque rarement vers les séries télévisées. De plus, Don Johnson demandant un salaire bien inférieur, c'est lui qui sera finalement retenu.
Les acteurs de télévision Larry Wilcox (CHiPs) et Richard Dean Anderson (MacGyver et Stargate SG-1) étaient également en lice pour le rôle du détective Crockett ; Denzel Washington, quant à lui, devait jouer Ricardo Tubbs. Après une douzaine de candidats et deux ajournements du tournage du pilote, ce sont finalement Philip Michael Thomas et Don Johnson qui sont choisis ; NBC avait pourtant des réticences à retenir Don Johnson qui, à 34 ans, avait cumulé déjà plusieurs échecs dans d'autres pilotes. Philip Michael Thomas a 35 ans quand il est retenu pour le rôle de Tubbs ; sa carrière, jusque-là ponctuée de petits rôles au théâtre, au cinéma ou à la télévision, marque un tournant. 
Les deux acteurs ont des caractères aussi différents dans la vie qu'à l'écran. Sur les tournages, Thomas est vu comme un homme communicatif, insouciant et facile à vivre, alors que Johnson semble plus exigeant, minutieux et organisé. « On est comme le jour et la nuit » dit d'ailleurs Philip Michael Thomas.
En 1986, à la fin de la deuxième saison, Johnson fait part de son intention de quitter la série et les studios pensent à le remplacer par Mark Harmon ; cependant, Michael Mann le convainc de rester et fait de lui l'acteur de télévision le mieux payé de l'époque, mais devant par la même occasion refuser d'importants rôles dans Piège de cristal ou Les Incorruptibles. Sa notoriété prend de l'ampleur et lui permet de laisser derrière lui ses mésaventures sentimentales — à 37 ans, il sort avec Melanie Griffith, alors âgée de 29 ans — et son passé houleux avec la drogue et l'alcool.
Edward James Olmos, qui incarnera le lieutenant Castillo jusqu'à la fin de la série, remportera en 1985 un Emmy Award du meilleur acteur dans un second rôle dans une série dramatique et un Golden Globe du meilleur acteur dans un second rôle dans une série. Comme à l'écran, ses relations avec Don Johnson sont tendues pendant le tournage de la première saison. Olmos sera le seul comédien du casting à être approché par Michael Mann pour reprendre son rôle dans le film homonyme de 2006, mais refusera la proposition.

### Lieux de tournage
Lorsqu'Anthony Yerkovich est sollicité par Brandon Tartikoff pour créer une nouvelle série pour NBC, il cherche une ville où situer l'action. Il adapte pour la série l'idée qu'il avait déjà d'un film sur deux policiers à Miami, le « nouveau Casablanca américain », où la forte immigration cubaine et sud-américaine côtoie le crime, l'argent et le trafic international de drogue. Dès le départ, son idée est de faire de la ville un personnage à part entière de la série ; il la veut représentative du « rêve américain distillé par quelque chose de pervers ». L'idée de base du scénariste est de faire évoluer ses protagonistes dans une ville où la cupidité est le maître mot.

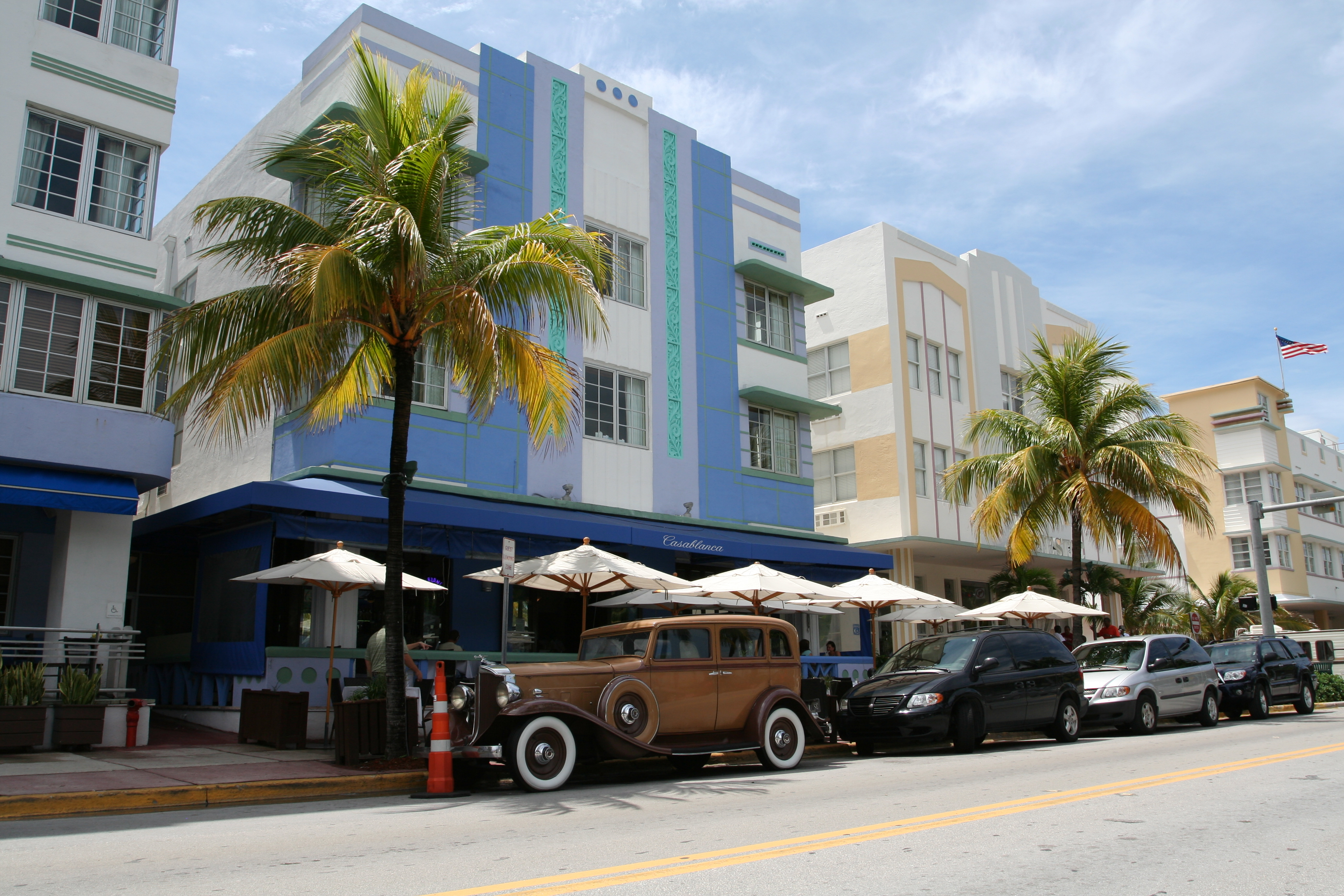
Le Miami Beach Art Deco District.

Yerkovich est si fasciné par la Floride du Sud en tant que décor de la série qu'il s'informe à son sujet alors qu'il travaille encore sur Hill Street Blues et contacte la chambre de commerce de Miami pour mettre en place les décors.
La plupart des plans d'ensemble de la ville sont filmés dans le quartier Art déco de Miami Beach et dans le quartier chic de South Beach, avec ses cafés et ses terrasses à la mode. Deux Flics à Miami met en avant l'architecture et le style de vie de la ville. Mais en 1984, Miami est une ville où la plupart des bâtiments du district historique sont délabrés et seule la façade de l'hôtel National est peinte dans des tons pastels ; pour ne pas avoir à filmer tous les plans devant ce bâtiment, les créateurs de la série prennent la décision d'aider financièrement les propriétaires d'une trentaine d'immeubles du voisinage à repeindre leur façade dans des tons de rose, vert et bleu pastels,. Miami s'inspire dès lors de ces changements et, au fil des années, la ville se pare de ces teintes qui font aujourd'hui son originalité.
Même si les premières saisons affirment et exagèrent l'image véhiculée alors par la presse d'une ville gangrenée par le crime, l'argent illégal et la drogue, la série montre aussi dans le même temps ce que les journaux ne montrent jamais : une population jeune, « une architecture originale et luisante et une beauté subtropicale sexy » ; à la fin de la série, en 1989, Miami s'est métamorphosée et son image à travers le monde a radicalement changé.

### Voitures et bateaux
Deux Flics à Miami met en scène de nombreuses voitures prestigieuses ou originales, attirant à chaque épisode les amateurs d'automobiles ; scénaristes et producteurs font de cette présence un des éléments majeurs du style de la série, accordant à la voiture une notoriété quasiment équivalente à celle des comédiens ; dans le scénario, le détective Crockett est censé pouvoir infiltrer les milieux criminels plus facilement avec une voiture de fonction luxueuse.

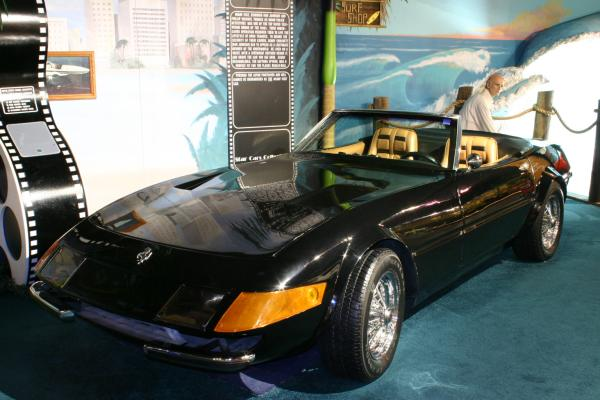
Crockett conduit une réplique de Ferrari Daytona jusqu'à la troisième saison.

Les deux principales voitures sont celles conduites par Sonny Crockett, une Ferrari 365 GTB/4 Daytona Spyder noire les deux premières saisons, puis une Ferrari Testarossa blanche. Devant le refus de la marque italienne de participer à la série, la Ferrari Daytona de Crockett était une réplique basée sur un châssis de Chevrolet Corvette (C3) (1979 pour la première, 1981 pour la deuxième) et propulsée par un moteur V8 Chevrolet. La carrosserie « Ferrari », améliorée par le carrossier américain McBurnie, est faite de panneaux en fibre de verre et de quelques pièces Ferrari d'origine. Même si c'est McBurnie qui est cité au générique, c'est en fait Al Mardekian, un importateur de voitures d'exception de Newport Beach, qui vend les deux répliques, repérées par le producteur, au prix unitaire de 49 000 US$.
En 1987, après deux saisons, la marque italienne voyant le succès de la réplique de sa Daytona dans la série finit par offrir le dernier modèle de l'époque, la Testarossa. Le scénario s'adapte et la Daytona noire explosera dans le deuxième épisode de la troisième saison, détruite par un missile dans le cadre d'une enquête sur un trafic d'armes. Dès l'épisode suivant, Crockett reçoit sa nouvelle voiture de fonction, une Testarossa blanche. La Daytona fera cependant encore une apparition dans l'épisode 7 de la saison 3 (Le Vieux) originellement prévu pour être l'épisode d'ouverture de la saison.
D'abord livrées en noir, les deux voitures seront repeintes en blanc après que la production eut remarqué que les plans de nuit n'offraient pas, comme avec la "Daytona" noire, l'esthétisme recherché. Pour les besoins de certaines scène dangereuses, un troisième véhicule est créé à la demande de la production ; elle commande au carrossier Carl Roberts une réplique capable de supporter les cascades et de vivre son rôle de la même manière que les vrais comédiens. Roberts écarte rapidement l'option d'un nouveau châssis de Corvette car la Testarossa, contrairement à la Daytona, bénéficie d'un moteur central esthétiquement inadaptable sur une base de modèle à moteur avant ; le constructeur choisit d'acheter pour 30 000 US$ une De Tomaso Pantera ayant 12 000 miles au compteur et de la modifier avec des pièces de Testarossa récupérées sur une épave et de la fibre de verre, permettant un remplacement facile de parties abîmées durant le tournage. Son châssis est renforcé et protégé par une plaque métallique, les amortisseurs améliorés, la carrosserie surélevée et l'habitacle équipé d'une cage métallique discrète entre les sièges et le moteur. Pour répondre à des demandes de puissance et de consommation d'essence, Roberts installe d'abord un moteur Ford Cleveland de 5,7 litres offrant 300 chevaux, puis un autre de 6,9 litres délivrant 450 chevaux ; un système de propulsion au protoxyde d'azote permet d'ajouter 100 chevaux pendant quinze secondes. Selon un accord obtenu par Ferrari, la réplique est détruite à la fin de la série en 1989.
Le détective Ricardo Tubbs est quant à lui au volant d'une Cadillac DeVille cabriolet de 1964, le Lieutenant Martin Castillo lorsqu'il est sous couverture (saison 4 épisode 15 Les Guerres / Indian Wars ) utilise une lamborghini Jalpa. Quantité d'autres véhicules modifiés seront régulièrement utilisés durant les cinq saisons de la série, notamment une Mercedes-Benz 560 transformée en limousine de sport « 10,000 SEL », une Mercury Cougar GT blanche à moteur 428 Cobra Jet de 7 litres ou une Pontiac GTO rouge de 1968.
Crockett est également propriétaire d'un bateau. Dans le pilote, il vit dans un voilier Endeavour 40, puis dans les épisodes suivants, un Endeavour 42, tous deux appelés « The St. Vitus' Dance ». Les deux navires seront vendus en 1986 et, l'année suivante, la compagnie Endeavour construit et livre un nouveau 42 pour la quatrième saison. Par ailleurs, Crockett pilote souvent un bateau offshore in-board. Durant la première saison, il s'agit d'un Chris-Craft Stinger 390 de 39 pieds, puis, pour les autres saisons, un Wellcraft 38 Scarab KV équipé de deux moteurs de 440 chevaux. Le modèle se faisant remarquer, les ventes de la compagnie augmentent de 21 % en un an et ce seront au total cent exemplaires qui sortiront des usines de Wellcraft qui, en retour, offrira à Don Johnson une exacte réplique du modèle utilisé dans la série.

### Mode

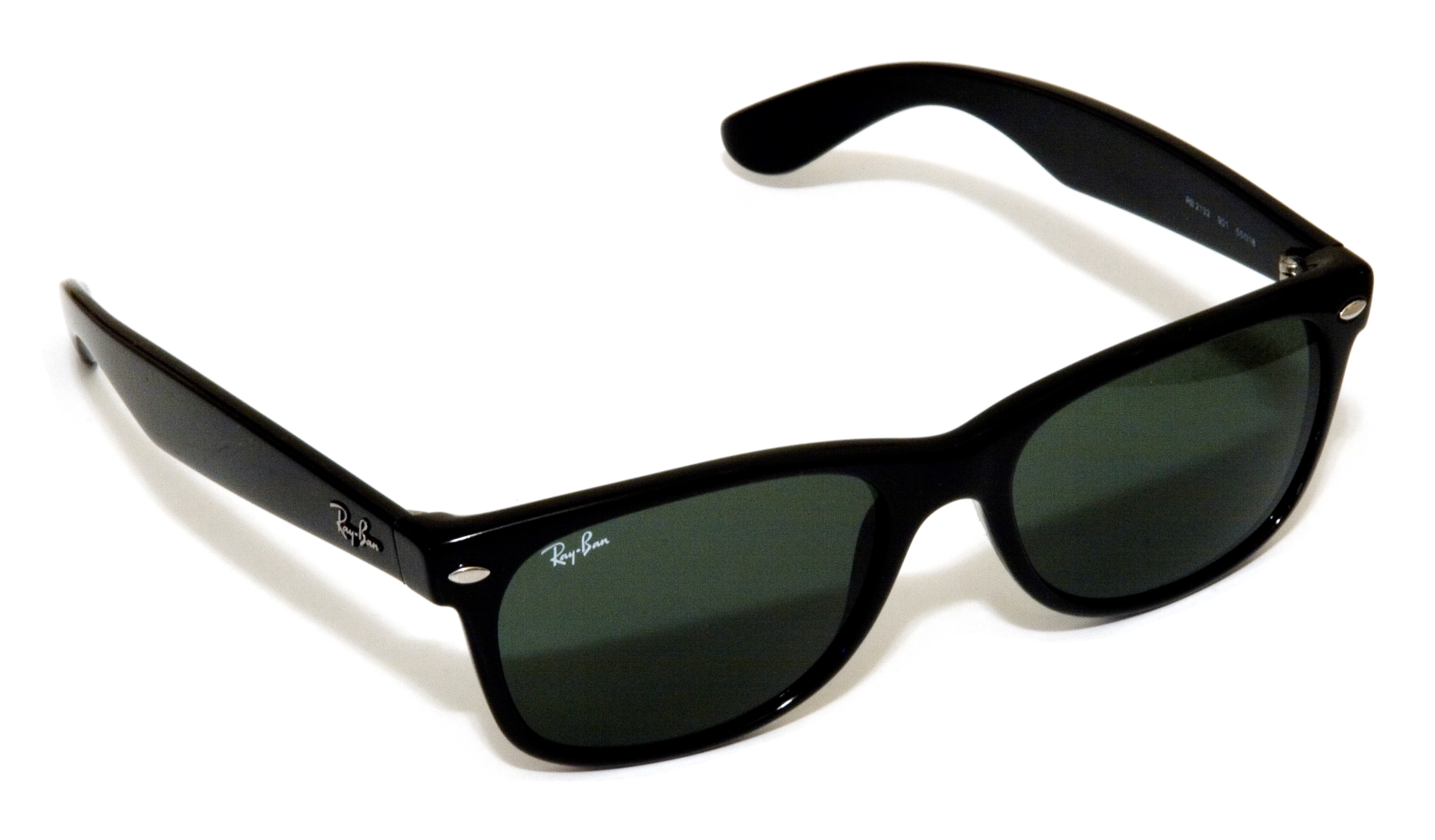
Les Ray-Ban Wayfarer portées par Don Johnson dans la série.

La série, au travers de ses cinq saisons, parvient à imposer une certaine mode aux États-Unis, résumée symboliquement en « t-shirt sous une veste Armani ». Michael Mann, toujours attaché à l'esthétique de l'image, impose avec l'aide de son costumier Bambi Breakstone une gamme de couleurs vives — rose, bleu, vert, pêche, fuchsia... — et porte une attention particulière au style vestimentaire de ses comédiens.
Les deux acteurs principaux, Don Johnson et Philip Michael Thomas, portent des tenues vestimentaires typées et imposent des marques européennes comme Lanvin, Versace, Hugo Boss ou Armani le plus souvent pour les tenues, et Ray-Ban et son modèle Wayfarer pour les lunettes de soleil. Alors que la marque réalise déjà des records de vente de son modèle dès 1984 avec 360 000 paires vendues, après que Tom Cruise les a portées dans Risky Business l'année précédente, elle double ce chiffre, atteignant 720 000 en 1985, après la diffusion de la première saison de Deux Flics à Miami. Les ventes de costumes clairs et de vêtement plus colorés augmentant, plusieurs enseignes sortent dès la première saison des lignes spéciales Miami Vice : Six formal wear sort une ligne de costumes de soirée, Kenneth Cole des chaussures « Crockett » et « Tubbs » tandis que la chaîne de grands magasins Macy's ouvre un rayon consacré à la série.
Leur look devient également une référence : t-shirt coloré sous la veste, pantalon clair ou pastel et mocassins blancs sans chaussettes pour Sonny Crockett et costume sombre, veste toujours boutonnée et cravate pour Ricardo Tubbs,. Ces codes vestimentaires sont pourtant à l'opposé de ceux de la mode du début de la décennie : les hommes ne portent alors pas de costume sans cravate, de mocassins sans chaussette ou encore de pantalons pastels. La costumière Bambi Breakstone a l'ambition de faire en sorte que la série soit toujours « en première ligne des tendances de la mode européenne » ; elle se rend pour cela directement à Paris, Londres et Milan pour sélectionner les tenues sur place ; en moyenne, les deux protagonistes portent entre cinq et huit tenues différentes par épisode. Par ailleurs, le look de Crockett intègre une barbe mal rasée de plusieurs jours ; tandis que c'est à l'époque considéré comme un signe de laisser-aller, le phénomène se répand jusqu'à ne jamais se démoder.
Aujourd'hui, le style « Miami Vice », influence majeure de la mode des années 1980, est devenue l'image standard de la culture de cette époque.

### Musique
L’aspect musical joue un rôle important dans la série, notamment grâce au compositeur d'origine tchèque Jan Hammer, auteur notamment de la musique du générique. L'approche des compositions au clavier de Jan Hammer décore l'espace musical tout en restant fluide et intuitif avec l'action qui s'y déroule. La méthodologie de travail est différente de celle des autres compositeurs de fictions télévisées : les rushes des épisodes sont livrés chez Jan Hammer qui joue directement sur l'action qui se passe à l'écran, sans être dirigé par Michael Mann qui n'intervient que pour demander davantage de musique pour l'épisode.
De nombreux albums et compilations regroupant les musiques de la série composées par Hammer sont sortis au fil des années. En 1986, sort Escape from Television chez MCA puis Miami Vice: The Complete Collection en 2002 chez One Way Records, The Best of Miami Vice en 2004 chez AAO Music, Miami Vice: The Ultimate Collection en 2005 chez Universal Records et The Best of Miami Vice en 2006.
En 1989, sort Snapshots, une compilation sur laquelle figurent également des titres composés par Hammer pour d'autres séries comme Euroflics (Eurocops) ou des spots publicitaires britanniques.
Contrairement aux autres séries de l'époque qui utilisent des réinterprétations de chansons rock, les producteurs de Deux Flics à Miami réservent plus de 10 000 dollars par épisode pour l'achat des droits d'auteur des tubes de l'époque. Placer une chanson dans Deux Flics à Miami était souvent un gage pour stimuler ses ventes. De nombreux artistes ont ainsi vu une ou plusieurs de leurs chansons habiller des scènes de la série :
- Bryan Adams : Heat Of The Night
- Dead Can Dance : Severance
- The Alan Parsons Project : Closer to Heaven, Paseo de Gracia
- Autograph : Turn Up the Radio
- Aerosmith : Rag Doll
- The Animals : We Gotta Get Out of This Place
- Joan Armatrading : Dark Truths, Love by You
- Nancy Allen : Allemande & Courante
- Russ Ballard (en) : In the Night, Voices, Your Time Is Gonna Come
- Gato Barbieri : Europa
- Adrian Belew : Paint the Road
- Pat Benatar : Hit Me with Your Best Shot, Diamond field
- George Benson : This Masquerade
- Big Pig : I Can't Break Away, Money God
- Billie, Willie & Bachiche : Falsa, Respetala
- Black : Wonderful Life
- Black Uhuru : What Is Life
- Ruben Blades : Tierra dura
- The Blasters : Dark Night
- The Bobbettes : Mr. Lee
- Bon Jovi : Wanted Dead or Alive
- Karla Bonoff : Cold wind blows
- Book of Love : Modigliani
- The Blues Project : Catch the Wind
- David Bowie : Cat people
- Laura Branigan : Self Control
- Edie Brickell & The New Bohemians : What I Am
- James Brown : I Got You (I Feel Good)
- Jackson Browne : Lives in the Balance
- Lindsey Buckingham : Go Insane
- Chris de Burgh : Don't Pay the Ferryman
- Kate Bush : Hello Earth
- Cactus World News (en) : State of Emergency
- Pablo Cadena y su orquestra : La hamaquita, La vecinita
- Peter Cetera : You Never Listen to Me
- Chaka Khan : Own the Night
- The Champs : Tequila
- Toni Childs : Walk and Talk Like Angels
- The Church : Blood Money, Under the Milky Way
- Eric Clapton : Knock on Wood, She's waiting, Wonderful Tonight
- Jimmy Cliff : The harder they come
- The Coasters : Poison Ivy
- Tom Cochrane & Red Rider : Big League
- Bruce Cockburn : Maybe the poet
- Phil Collins : I Don't Care Anymore, In the Air Tonight, Life Is a Rat Race, Long Long Way to Go, Take Me Home
- Belkis Concepcion y Sus Chicas : La Vecina
- Arthur Conley : Sweet Soul Music
- Rick Conrad : Valhalla
- Cowboy Junkies : Misguided Angel
- Robert Cray, Albert Collins & Johnny Copeland : The Dream
- Crowded House : Don't Dream It's Over
- The Cure : Kiss
- The Damned : In Dulce Decorum
- DeBarge : Rhythm of the Night
- Depeche Mode : Fly on the Windscreen, Never Let Me Down Again, Pleasure Little Treasure
- Dire Straits : Brothers in Arms
- The Doors : Break on Through (To the Other Side)
- Sheena Easton : Follow My Rainbow
- Bryan Ferry : Slave to Love
- Foreigner : I Want to Know What Love Is
- Frankie Goes to Hollywood : Relax
- Glenn Frey : You Belong to the City, Smuggler Blues
- Peter Gabriel : Sledgehammer, Don't Give Up (duo avec Kate Bush), We Do What We're Told (Milgram's 37), Red Rain
- Genesis : Land of Confusion & Mama
- Gladys Knight : Send It to Me
- Grandmaster Melle Mel : Vice
- Don Henley : Dirty Laundry
- The Hooters : Satellite
- Billy Idol : Flesh for Fantasy
- Steve Jones : Mercy
- Patti Labelle & Bill Champlin : The Last Unbroken Heart
- Cyndi Lauper : Girls Just Want to Have Fun
- John Lennon : Imagine
- Huey Lewis and the News : Do You Believe in Love
- Lynyrd Skynyrd : That Smell
- Madonna : Gambler
- Bob Marley : Jamming, Wake Up and Live
- MARRS : Pump Up the Volume
- Ted Nugent :  Little miss dangerous
- Billy Ocean : Caribbean Queen
- The Pointer Sisters : I'm So Excited
- The Police : Tea in Sahara
- Elvis Presley : Rubberneckin
- Propaganda : P:Machinery
- Lionel Richie : All Night Long (All Night)
- Red Rider : Lunatic Fringe
- Rockwell : Somebody's Watching Me
- The Rolling Stones : Miss You
- Roxy Music : Lover
- Mitch Ryder and the Detroit Wheels : Devil With a Blue Dress / Good Golly Miss Molly (medley)
- Bob Seger : Miami
- Silent Circle : Touch in the Night
- Simply Red : Holding Back the Years, Picture Book, Heaven
- Steppenwolf : Born to Be Wild
- Rod Stewart : Some Guys Have All the Luck, Infatuation
- Stray Cats : I'm Looking for Someone to Love
- Andy Taylor : When the Rain Comes Down
- Tanita Tikaram : Twist in My Sobriety
- Tina Turner : What's Love Got to Do with It, Better Be Good to Me
- U2 : Desire, Pride (In the Name of Love), Wire
- John Waite : Missing You
- Bruce Willis : Respect Yourself
- Yello : Moon on Ice, Call It Love, Hawaiian Chance, Desire
- ZZ Top : Tush, Legs, Sharp Dressed Man

## Analyse

### Esthétique
Dès ses premières diffusions en 1984, le public découvre avec Deux Flics à Miami un style et une esthétique nouvelle. La série se distingue de ses concurrentes d'alors par les choix artistiques de Michael Mann. Chaque épisode est filmé à la manière d'un clip vidéo, la musique y étant omniprésente, et est rythmé par un mélange de scènes d'action et de longues séquences musicales.
La direction de la photographie est également marquée par l'empreinte de Michael Mann. Né aux États-Unis, il décide de faire ses études au London's International Film School, plus sensible aux partis pris européens ; son passage par la publicité puis le documentaire créent chez le réalisateur un attachement particulier au souci du réalisme et à l'humain. Ses connaissances techniques lui permettent d'utiliser méticuleusement la caméra pour relater ses récits. Sa réputation de « maniaque du détail, dans sa mise en images comme dans sa direction d'acteurs » offre à la série une esthétique inédite qui deviendra la marque de fabrique du réalisateur de toute sa filmographie.
Malgré des réalisateurs différents selon les épisodes, les codes graphiques restent toujours les mêmes ; les couleurs intenses inspirées de la gamme des teintes présentes dans le sud de la Floride — rose flamant, vert citron ou bleu des Caraïbes — sont mises en avant au détriment des « couleurs terre », l'esthétique du mouvement new wave s'intègre dans chaque plan et la série est filmée en se basant sur les codes du cinéma tels que l'utilisation de la profondeur de champ, une lumière contrastée et des valeurs de plan larges. Les sols sont mouillés pour un rendu brillant, notamment la nuit.

### Thèmes abordés
Deux Flics à Miami relate les aventures de deux policiers du département du crime organisé de la police de Miami. James Crockett et Ricardo Tubbs combattent les trafiquants de drogue ; le trafic de cocaïne et de marijuana et l'opulence de ses dealers millionnaires sont les thèmes récurrents de chaque épisode ; les deux héros eux-mêmes mènent un train de vie luxueux, affichant vêtements et accessoires de marque, et voitures et bateaux haut de gamme, bien loin de la réalité des agents de police américains. En réalité, s'ils affichent un tel luxe, c'est parce qu'ils agissent la plupart du temps sous couverture, sous les noms de Sonny Burnett et Ricardo Cooper et le matériel de luxe dont ils disposent leur est fourni par le département de la police. Si les malfaiteurs n'hésitent souvent pas à utiliser leurs armes, Crockett et Tubbs ont eux-mêmes rarement de scrupules à tuer pour rétablir la justice ; le thème de la mort est abondamment abordé mais rarement approfondi, si ce n'est lors du décès d'un des protagonistes ou de leurs proches.
Même si la série traite de sujets graves, l'humour est présent en filigrane dans tous les épisodes. Le bateau de Crockett est par exemple surveillé par un alligator, Elvis.

### Impact sur la culture populaire
La ville de Miami a gardé les nouveaux codes de fun et de cool que la série avait inventés. C'est dire l'impact de la série sur la culture locale, entre autres.

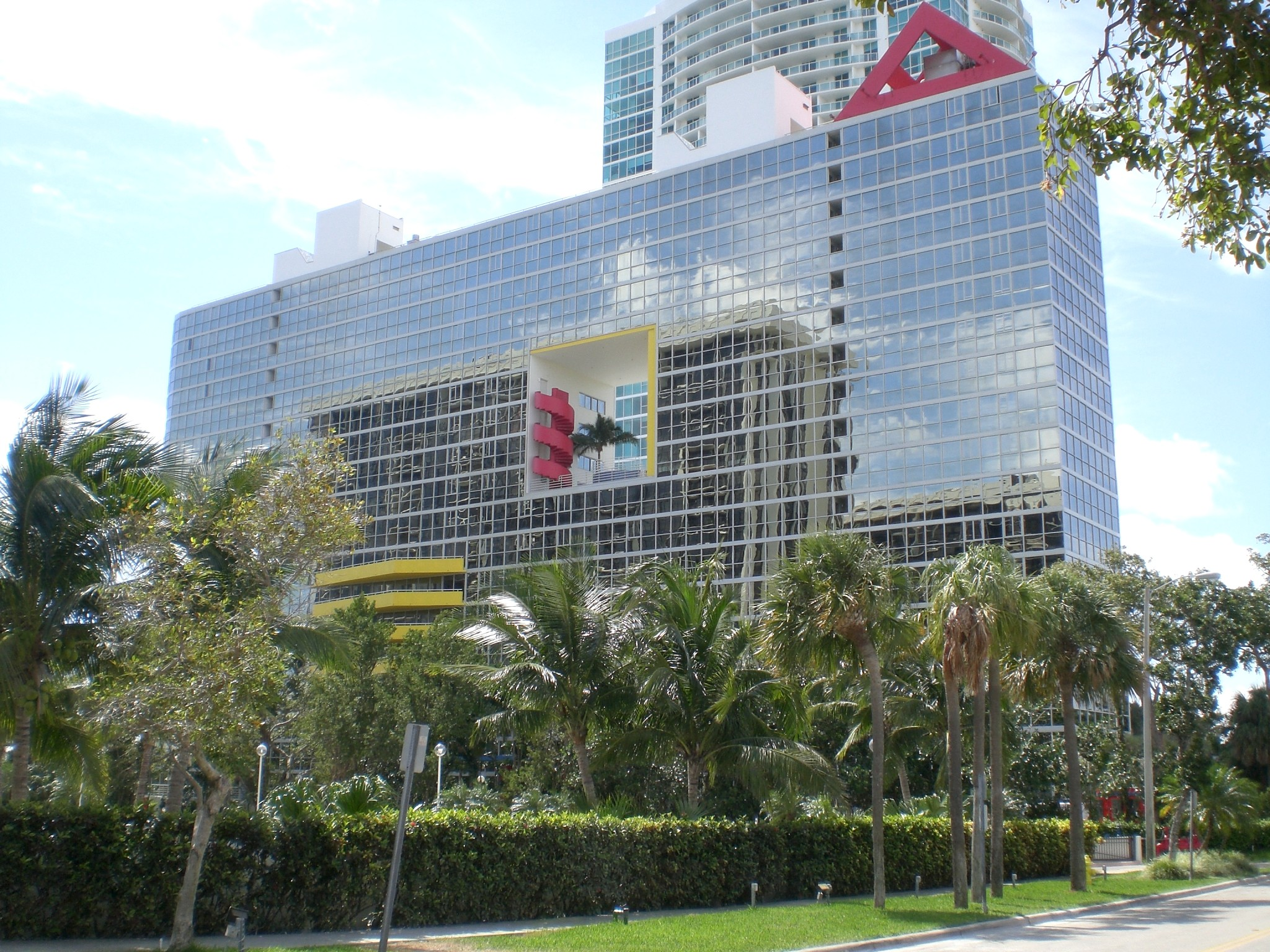
L'Atlantis Condominium qui acquis sa notoriété en figurant au générique de la série.

## Accueil

### Critiques
Pour une série américaine des années 1980, elle bénéficiait d'une bande son incroyable qui, malheureusement, était réduite comme peau de chagrin dans la version française. Alors qu'en version originale, seule la saison 1 est en mono dans la version originale et en stéréo pour les quatre saisons suivantes, la VF ne bénéficiera que d'un son mono de très mauvaise qualité. Quant au doublage, les voix françaises des principaux personnages étaient plus ou moins de qualité mais pour les personnages secondaires, l'humour qui était présent dans la VO, tombait complètement à plat, surtout concernant les personnages de Zito, Switek et autres personnages plus que secondaires.

### Audiences
De septembre 1984, date de la première diffusion de la série, jusqu'à sa troisième saison, en 1986, Deux Flics à Miami se classe régulièrement dans les dix meilleures audiences américaines au classement de l'institut de mesure Nielsen Media Research ; elle rivalise alors avec les feuilletons diffusés en prime-time comme Dallas et Dynastie. 
À partir de la troisième saison, Michael Mann est assisté à la production par Dick Wolf qui donne une nouvelle direction à la série, abordant des sujets moins réalistes et présentant un visage plus sombre ; le public ne suit pas ce changement — les fidèles de la série considérant même que seules les trois premières saisons sont réellement cultes — et les chiffres baissent. Les audiences de la dernière saison se classent en 1989 en dernière position des trois principaux programmes de l'époque ; même à Miami, où les audiences étaient meilleures que dans le reste du pays, les téléspectateurs finissent par préférer retourner vers Dallas.

### Récompenses
En 1984, Deux Flics à Miami sera nommé quinze fois aux Emmy Awards, notamment pour le meilleur scénario, meilleur montage, meilleur mixage son, meilleur compositeur, meilleure réalisation ou meilleure série dramatique ; l'année suivante, la série sera nommée cinq fois mais ne remportera pas de prix, contrairement à 1985 où elle empoche cinq victoires :
- 1985 : meilleur acteur dans un second rôle pour Edward James Olmos
- 1985 : meilleure direction artistique pour l’épisode No Exit
- 1985 : meilleur directeur de la photographie pour Bob Collins
- 1985 : meilleur montage son

En 1986, 1987 et 1989, la série est nommée sept fois pour les Golden Globe Awards et remportera deux prix la première année : 
- 1986 : meilleur acteur dans une série dramatique pour Don Johnson
- 1986 : meilleur acteur dans un second rôle pour Edward James Olmos

En 1985 et 1986, Deux Flics à Miami remportera également deux récompenses à la cérémonie des People's Choice Awards ; Jan Hammer, quant à lui, remporte en 1985 deux Grammy Awards : meilleur compositeur et meilleure performance instrumentale pop.

## Adaptations

### Film
En 2005, Michael Mann réalise le film Miami Vice, une adaptation cinématographique de la série, avec Colin Farrell et Jamie Foxx dans les rôles de Crockett et Tubbs. Dès 1984, alors qu'il prend connaissance du scénario du premier épisode de la série, Michael Mann envisage d'en faire un long-métrage. Tourné avec une caméra numérique HD Thomson Viper, le film approfondit davantage le caractère et la sensualité de ses deux protagonistes ; Michael Mann, qui désirait ce changement, déclare : « Un film interdit aux moins de 17 ans peut montrer bien plus de choses que la télévision. Nous nous sentions toujours un peu bridés au temps de la série, alors qu'aujourd'hui, nous pouvons restituer à nos personnages toute leur sensualité et faire exister à l'écran les couples Crockett/Isabella et Tubbs/Trudy. » Le film sort dans les salles le 28 juillet 2006.

### Jeux vidéo
Une première adaptation de la série en jeu de course/action, Miami Vice, est éditée par Ocean Software en 1986 sur ordinateurs 8 bits Amstrad CPC, ZX Spectrum et Commodore 64 ; le jeu réside en un contre-la-montre en voiture pour ensuite tirer sur des dealers. Miami Vice de Capstone Software (en), un jeu de plateforme sur Atari ST et MS-DOS (PC), sort en 1989.
Miami Vice sort en 2004 sur PC, Xbox et PlayStation 2. Déconseillé aux moins de 12 ans, le jeu s'articule, sur quinze niveaux, autour d'une enquête sur l'assassinat d'un trafiquant de drogue menée par Crockett et Tubbs ; édité par Davilex et développé par Atomic Planet, le jeu, porté par de mauvaises critiques, rencontre peu de succès.

## Sorties DVD et Blu-ray
Les problèmes de droits d'auteur liés à la présence importante de chansons dans la série obligent Universal Pictures à trouver des accords avec les ayants droit pour lancer la sortie de Deux Flics à Miami en DVD. En juin 2003, Michael Denzel, responsable chez Universal Entertainment, annonce au site Miami-Vice.org qu'aucune sortie DVD n'est prévue à long terme.
Cependant, le 25 mai 2004, Universal sort en France un coffret de deux DVD contenant l'épisode pilote et trois épisodes supplémentaires. Puis, en 2005 et 2006, les coffrets des deux premières saisons sortent pour les zones 1, 2 et 4. En France, le coffret huit DVD de la première saison sort le 23 août 2005, celui de la deuxième, contenant six DVD, le 25 juillet 2006 ; en 2007, les coffrets des trois autres saisons sortent pour les mêmes régions, seule la cinquième saison ne sort pour la zone 4 qu'en 2009. En France, les sorties ont lieu respectivement les 22 mai, 28 août et 27 novembre 2007 ; le 13 octobre 2009, Universal sort un coffret de 32 DVD contenant l'intégrale des cinq saisons. Les coffrets de la première saison et de l'intégrale comprennent également un documentaire de 10 minutes : Ride With Vice expliquant le réalisme des épisodes apporté par le soutien technique d'un réel agent de la police de Miami, Bob Hoelscher.
La série existe également sous la forme d’une collection DVD sortie en kiosque avec un fascicule[réf. nécessaire].
La série est également disponible en coffret Blu-ray depuis 2018, édité par Éléphant Films.